# Carl Fredrik Ficker
Carl Fredrik Ficker, född 11 maj 1783, död 26 december 1818 var en svensk flöjtist.
Ficker var äldste son till hovkapellisten Gottlieb Fredrik Ficker.
Från 1798 var han elev i Kungliga Hovkapellet där han blev ordinarie medlem 1804.